# اچ‌ام‌اس بلونا (۱۸۰۶)
اچ‌ام‌اس بلونا (۱۸۰۶) (به انگلیسی: HMS Bellona (1806)) یک کشتی بود که طول آن ۱۳۲ فوت (۴۰ متر) بود. این کشتی در سال ۱۷۹۹ ساخته شد.